# Campeonato Mundial de Biatlo de 2012
O Campeonato Mundial de Biatlo de 2012 foi a quinquagésima edição da competição, um evento anual de biatlo organizado pela União Internacional de Biatlo (em inglês:  International Biathlon Union) onde os biatletas competem pelo título de campeão mundial. A competição foi disputada entre os dias 1 e 11 de março, na cidade de Ruhpolding, Alemanha.

## Medalhistas

### Masculino
| Evento                             | Ouro                                                                              | Prata                                                                            | Bronze                                                                       |
| 20 km individual detalhes          | Jakov Fak · Eslovénia                                                             | Simon Fourcade · França                                                          | Jaroslav Soukup · Chéquia                                                    |
| 10 km velocidade detalhes          | Martin Fourcade · França                                                          | Emil Hegle Svendsen · Noruega                                                    | Carl Johan Bergman · Suécia                                                  |
| Perseguição 12,5 km detalhes       | Martin Fourcade · França                                                          | Carl Johan Bergman · Suécia                                                      | Anton Shipulin · Rússia                                                      |
| 15 km em largada coletiva detalhes | Martin Fourcade · França                                                          | Björn Ferry · Suécia                                                             | Fredrik Lindström · Suécia                                                   |
| Revezamento 4x7,5 km detalhes      | Ole Einar Bjørndalen · Rune Bratsveen · Tarjei Bø · Emil Hegle Svendsen · Noruega | Jean-Guillaume Béatrix · Simon Fourcade · Alexis Bœuf · Martin Fourcade · França | Simon Schempp · Andreas Birnbacher · Michael Greis · Arnd Peiffer · Alemanha |

### Feminino
| Evento                               | Ouro                                                                         | Prata                                                                      | Bronze                                                                            |
| 15 km individual detalhes            | Tora Berger · Noruega                                                        | Marie-Laure Brunet · França                                                | Helena Ekholm · Suécia                                                            |
| 7,5 km velocidade detalhes           | Magdalena Neuner · Alemanha                                                  | Darya Domracheva · Bielorrússia                                            | Vita Semerenko · Ucrânia                                                          |
| Perseguição 12,5 km detalhes         | Darya Domracheva · Bielorrússia                                              | Magdalena Neuner · Alemanha                                                | Olga Vilukhina · Rússia                                                           |
| 12,5 km em largada coletiva detalhes | Tora Berger · Noruega                                                        | Marie-Laure Brunet · França                                                | Kaisa Mäkäräinen · Finlândia                                                      |
| Revezamento 4x6 km detalhes          | Tina Bachmann · Magdalena Neuner · Miriam Gössner · Andrea Henkel · Alemanha | Marie-Laure Brunet · Sophie Boilley · Anaïs Bescond · Marie Dorin · França | Fanny Welle-Strand Horn · Elise Ringen · Synnøve Solemdal · Tora Berger · Noruega |

### Misto
| Evento                                 | Ouro                                                                                  | Prata                                                               | Bronze                                                                          |
| Revezamento 2x6 km + 2x7,5 km detalhes | Tora Berger · Synnøve Solemdal · Ole Einar Bjørndalen · Emil Hegle Svendsen · Noruega | Andreja Mali · Teja Gregorin · Klemen Bauer · Jakov Fak · Eslovénia | Andrea Henkel · Magdalena Neuner · Andreas Birnbacher · Arnd Peiffer · Alemanha |

## Quadro de medalhas
| Ordem | País         | Medalha de ouro | Medalha de prata | Medalha de bronze |    |
| ----- | ------------ | --------------- | ---------------- | ----------------- | -- |
| 1     | Noruega      | 4               | 1                | 1                 | 6  |
| 2     | França       | 3               | 5                |                   | 8  |
| 3     | Alemanha     | 2               | 1                | 2                 | 5  |
| 4     | Bielorrússia | 1               | 1                |                   | 2  |
| 4     | Eslovénia    | 1               | 1                |                   | 2  |
| 6     | Suécia       |                 | 2                | 3                 | 5  |
| 7     | Rússia       |                 |                  | 2                 | 2  |
| 8     | Finlândia    |                 |                  | 1                 | 1  |
| 8     | Chéquia      |                 |                  | 1                 | 1  |
| 8     | Ucrânia      |                 |                  | 1                 | 1  |
| TOTAL | TOTAL        | 11              | 11               | 11                | 33 |